# Manilkara zapota
Sapotillträd (Manilkara zapota), även kallat sapotiljträd, sapotillplommon eller tuggummiträd, är en tvåhjärtbladig växtart som först beskrevs av Carl von Linné, och fick sitt nu gällande namn av Pieter van Royen. Manilkara zapota ingår i släktet Manilkara och familjen Sapotaceae. Inga underarter finns listade i Catalogue of Life.

## Bildgalleri

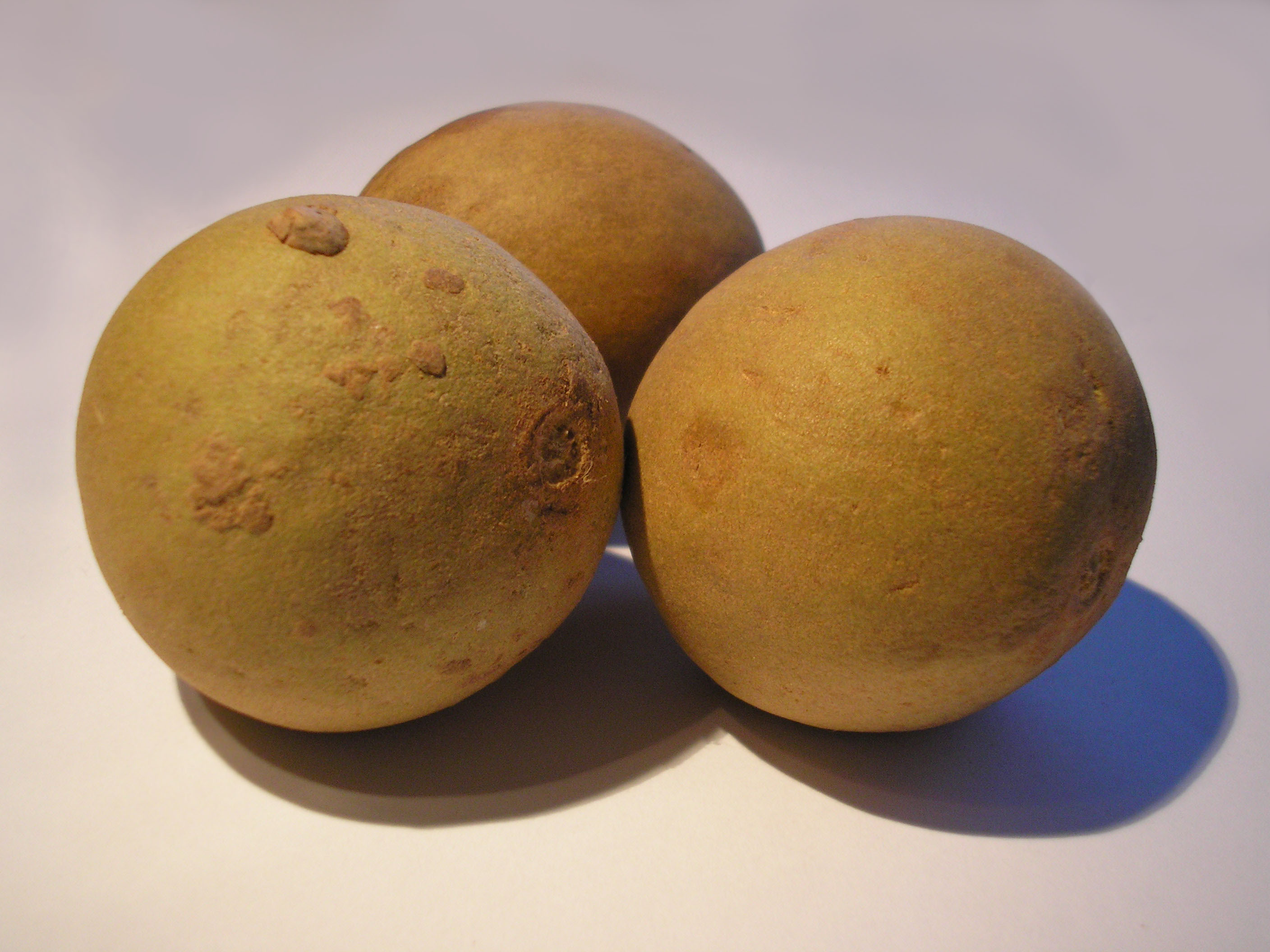
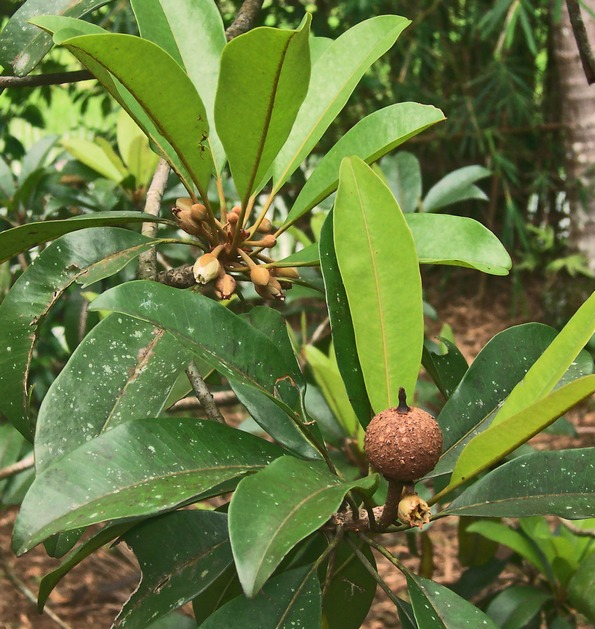
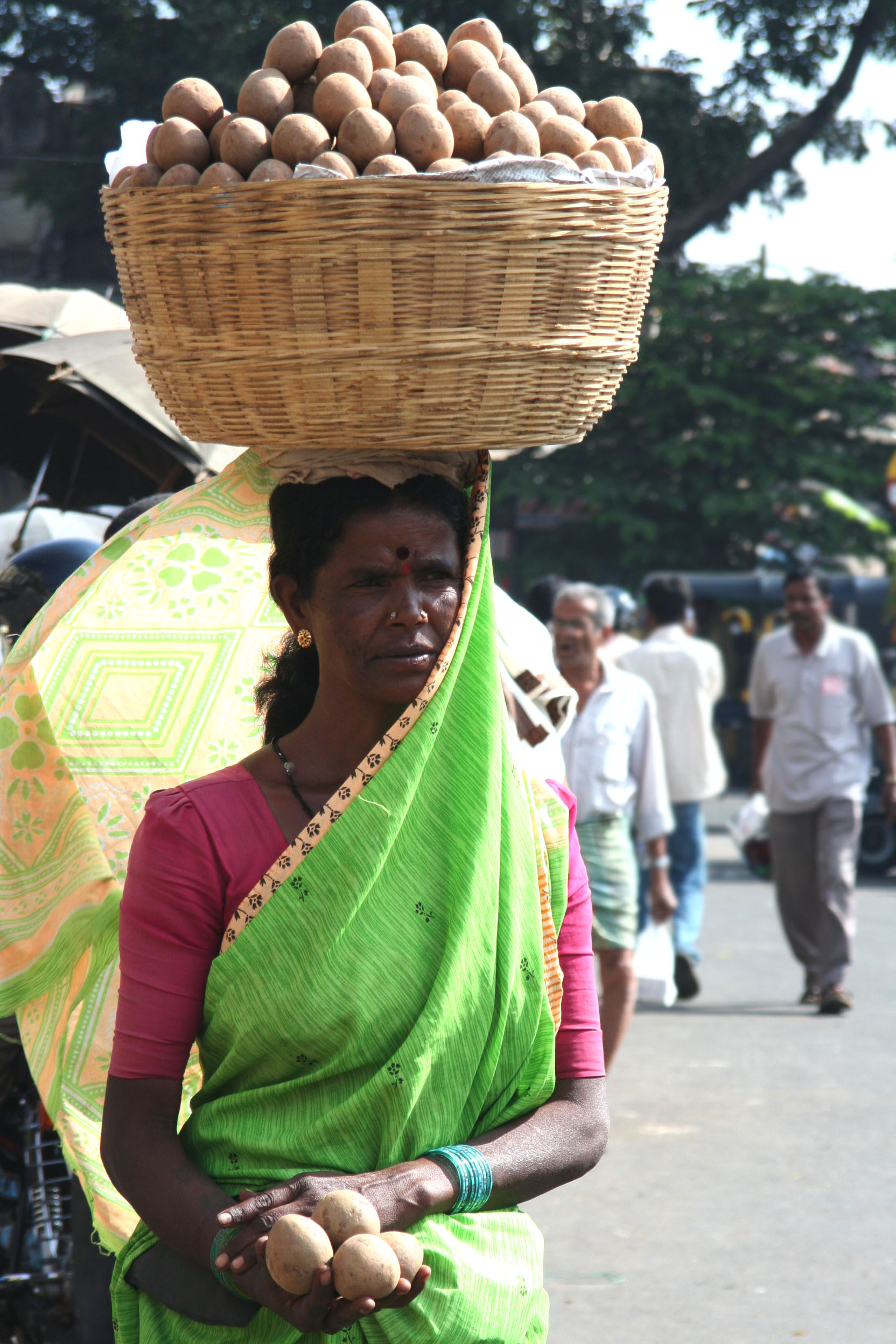
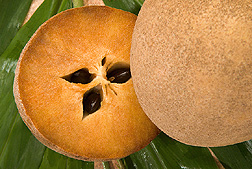
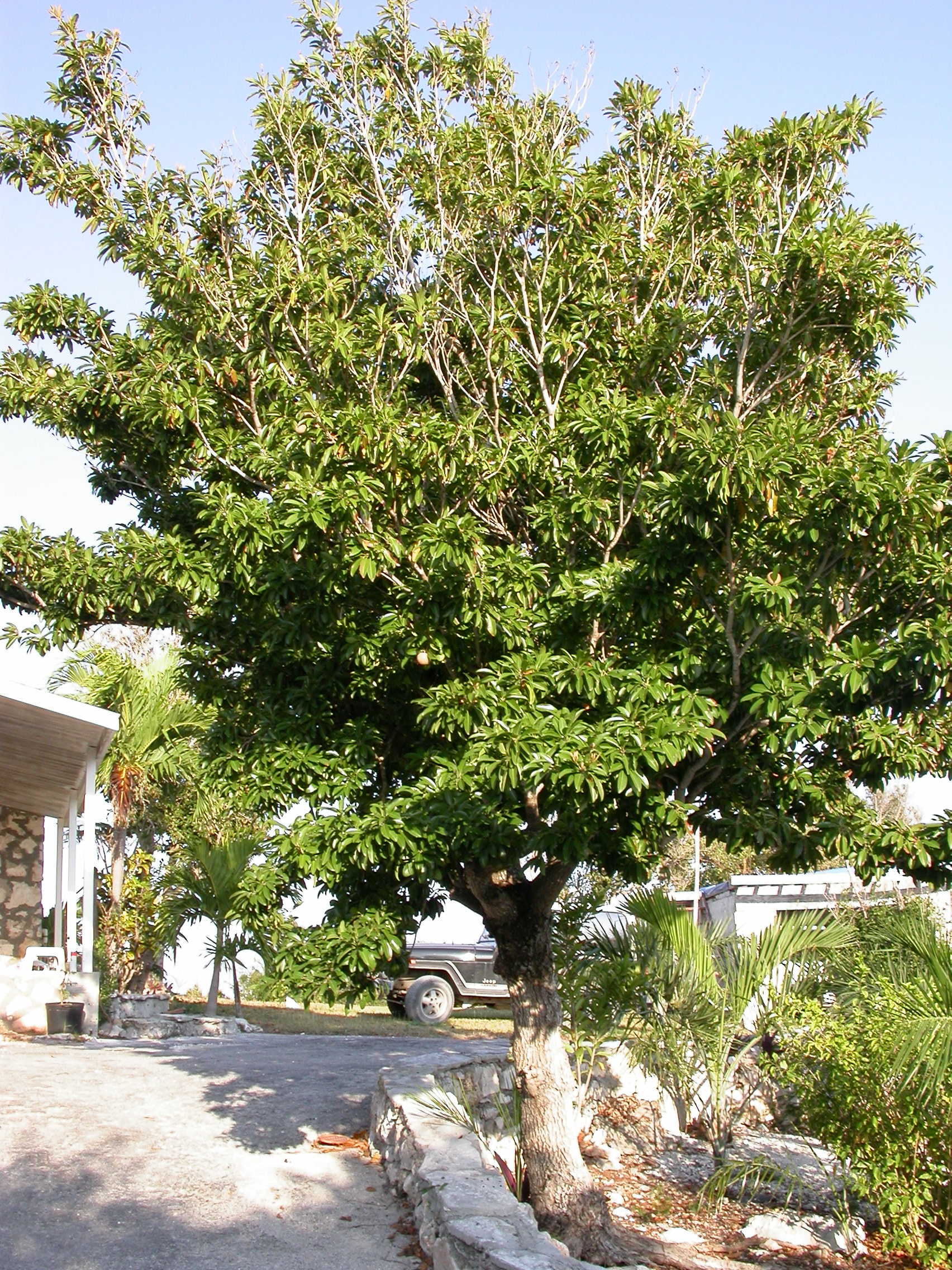
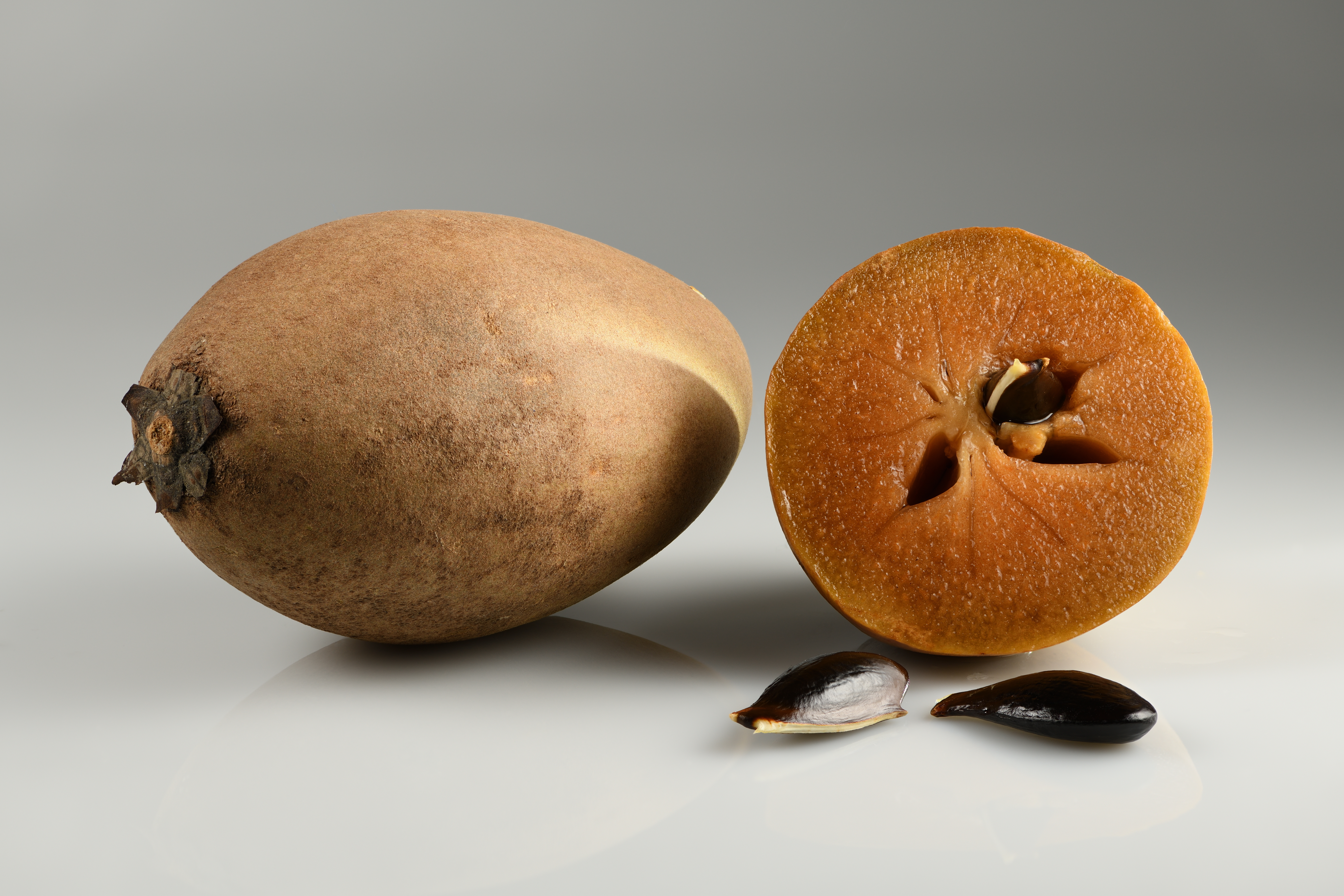